# Dunkle Jahrhunderte
Dunkle Jahrhunderte – jest to drugie demo muzyczne grupy XIV Dark Centuries wydane w 2002 roku. Reedycja nastąpiła w 2004 roku i wtedy demo zostało limitowane do 500 ręcznie podpisanych sztuk.

## Lista utworów
1. "Als das Opferfeuer brannt" – 03:49
2. "XIV Dark Centuries" – 03:43
3. "Die drei Gleichen" – 04:31
4. "Gods Victim" – 04:32
5. "Wintersonnenwende" – 04:54
6. "Platerspiel" – 02:31
7. "Our Mighty Fortress" – 04:47
8. "Prolog" – 03:17
9. "Des Kriegers Traum" – 05:18

## Twórcy
- Michel – wokal
- Tobalt – gitara, wokal
- Marley – gitara basowa
- Tobi – keyboard
- Rüd – perkusja